# Хеммель фон Андлау, Петер
Петер Хеммель фон Андлау (Петер Хеммель из Андлау; нем. Peter Hemmel von Andlau; 1420, Андлау, метрополия Франции — 1501, Страсбург, метрополия Франции) — эльзасский мастер витражей, работавший в Страсбурге.

## Биография

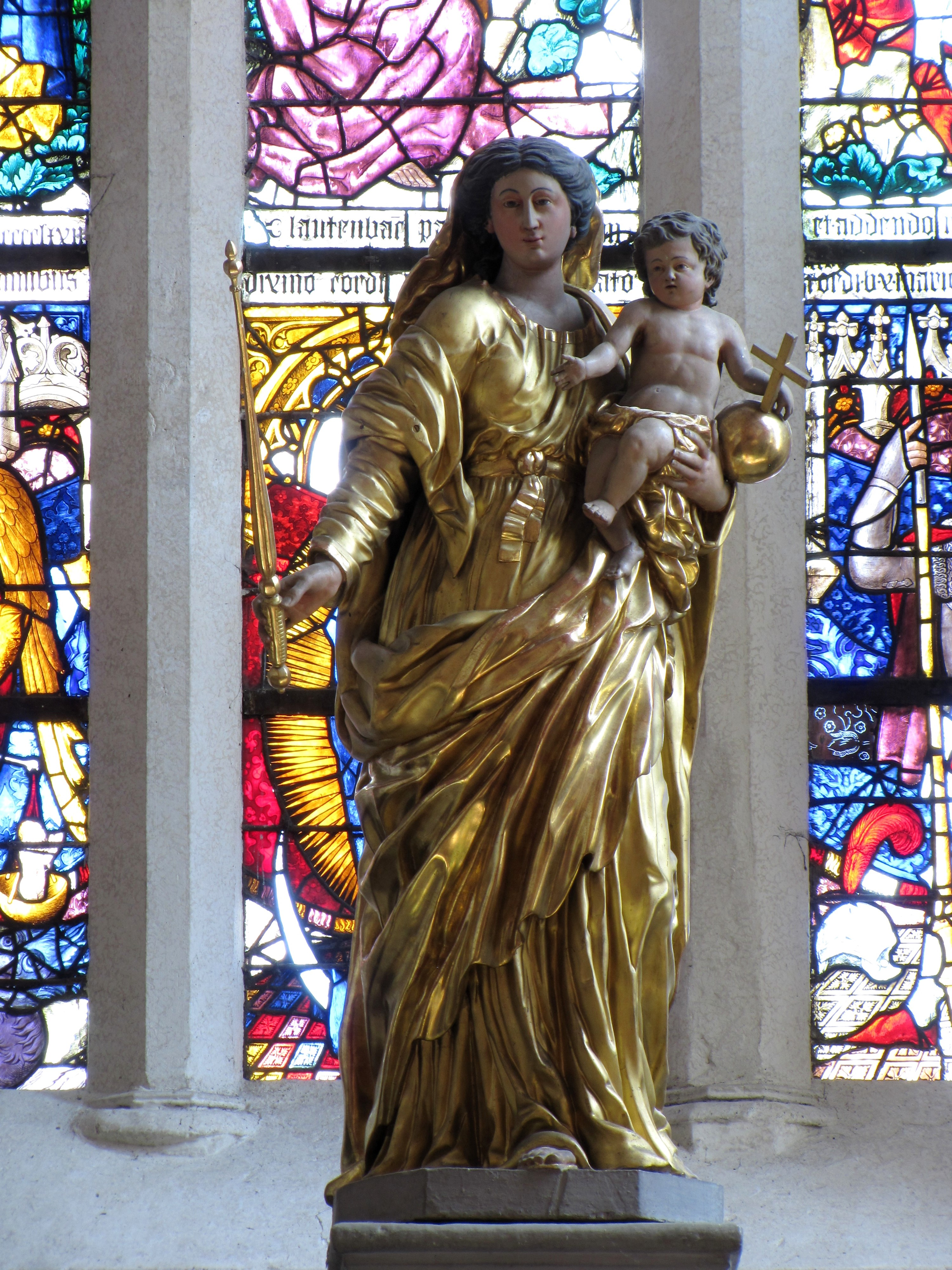
Барочная статуя Девы Марии в церкви Лотенбака на фоне витражей работы Петера Хеммеля фон Андлау.

Родился около 1420 года в Андлау. Жил и работал в Страсбурге на протяжении более 50 лет; его присутствие в этом городе подтверждается по сохранившимся документам для периода с 1447 по 1501 год. Будучи выдающимся художником-витражистом, пользовался большим уважением у своих современников: стал полноправным гражданином Страсбурга (хотя и родился за пределами этого города), владел там недвижимостью и избирался в магистрат.
Создавал витражи по собственным оригинальным эскизам, в которых современные искусствоведы обнаруживают влияние творческой манеры художников Рогира ван дер Вейдена и Мартина Шонгауэра. При создании витражей умел добиваться особенно ярких красных и синих тонов, которые, по словам современного искусствоведа Эрхарда Джона, «создают эффект сияющей праздничности». В то же время витражи Петера Хеммеля отличаются изяществом и тонкостью исполнения.

## Творческое наследие
Хеммель имел в Страсбурге мастерскую и многих учеников, а кроме того, многочисленных последователей.
Сегодня к числу сохранившихся работ Петера Хеммеля, его мастерской, учеников и последователей относят некоторые витражи в соборах Страсбурга (Страсбургский собор), Ульма (Ульмский собор), Аугсбурга (Аугсбургский собор), Фрайбурга (Фрайбургский собор), Меца (Мецский собор), Милана (Миланский собор); в церквях Зальцбурга, Тюбингена (Коллегиальная церковь Тюбингена), Нюрнберга (Церковь Святого Лаврентия), Мюнхена (Фрауэнкирхе) и в двух церквях в Страсбурге, кроме собора (в церкви Святого Вильгельма и в церкви Святой Марии Магдалины). Меньшая часть витражей Хеммеля перемещена в музеи (в частности, их можно увидеть в экспозиции Музея строительства Страсбургского собора, расположенного в отдельном старинном здании на той же центральной площади), остальные находятся на своих местах.

## Галерея

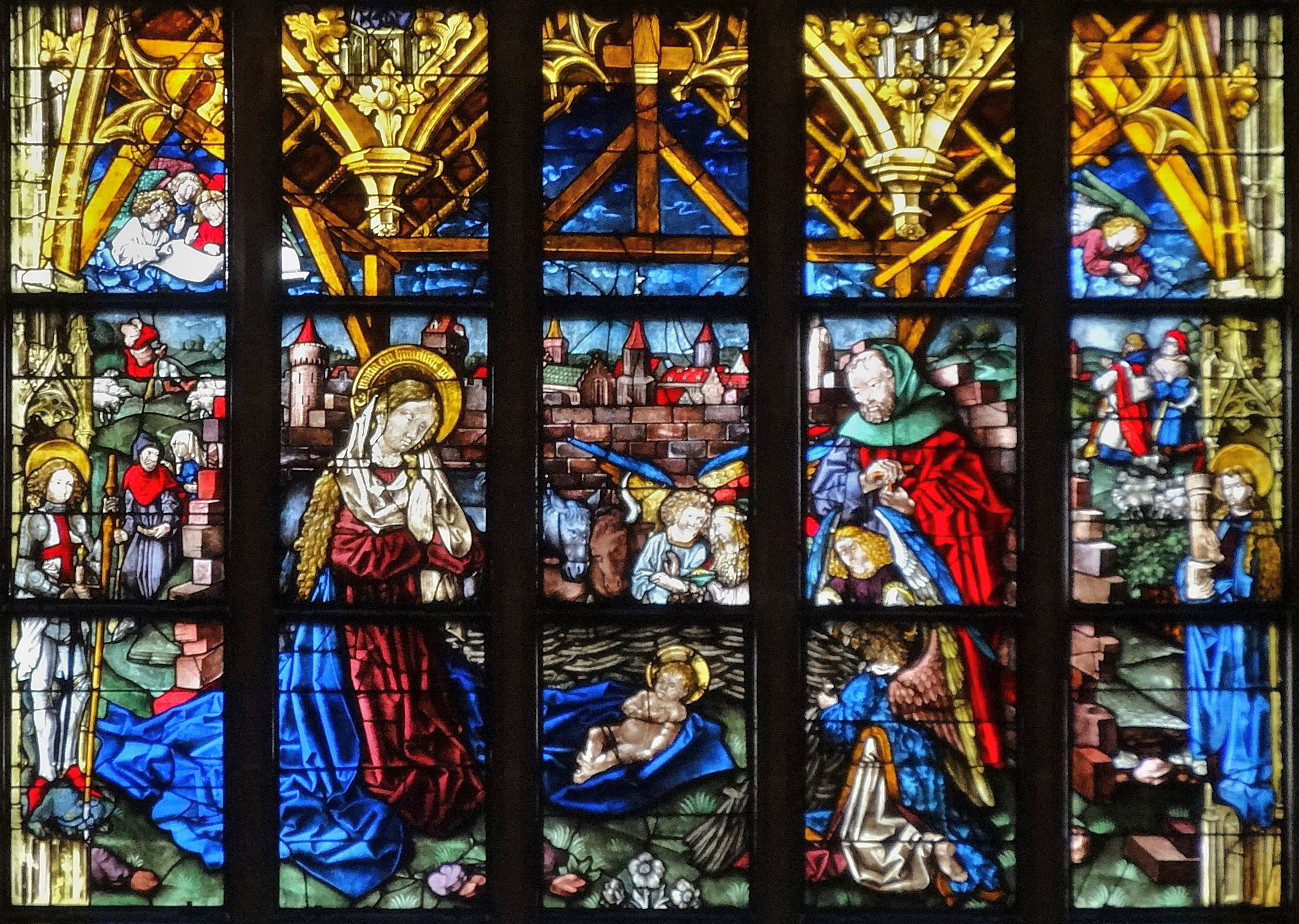
Рождество Христово. Витраж мюнхенской Фрауэнкирхе.
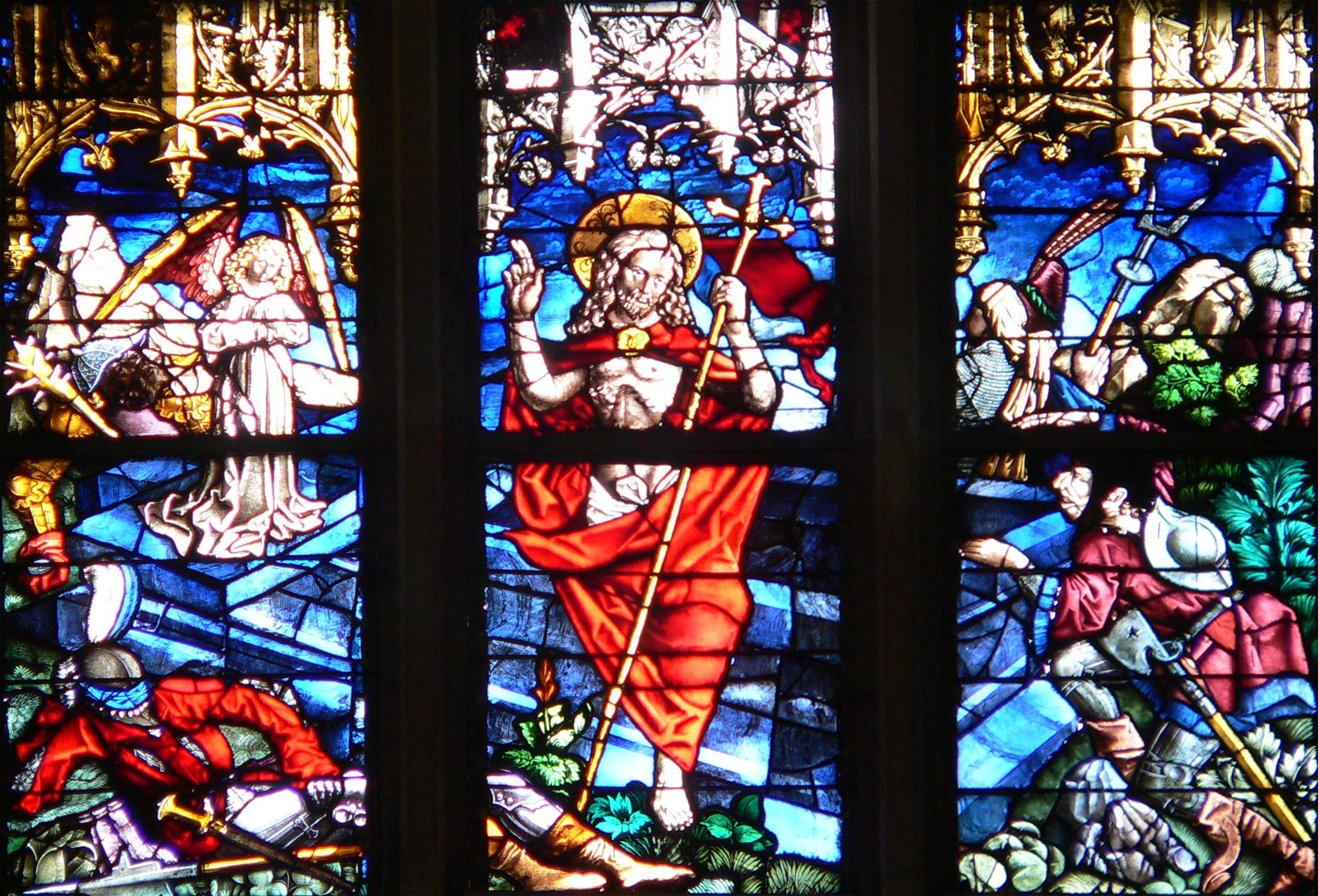
Воскрешение Христово. Витраж Ульмского собора.
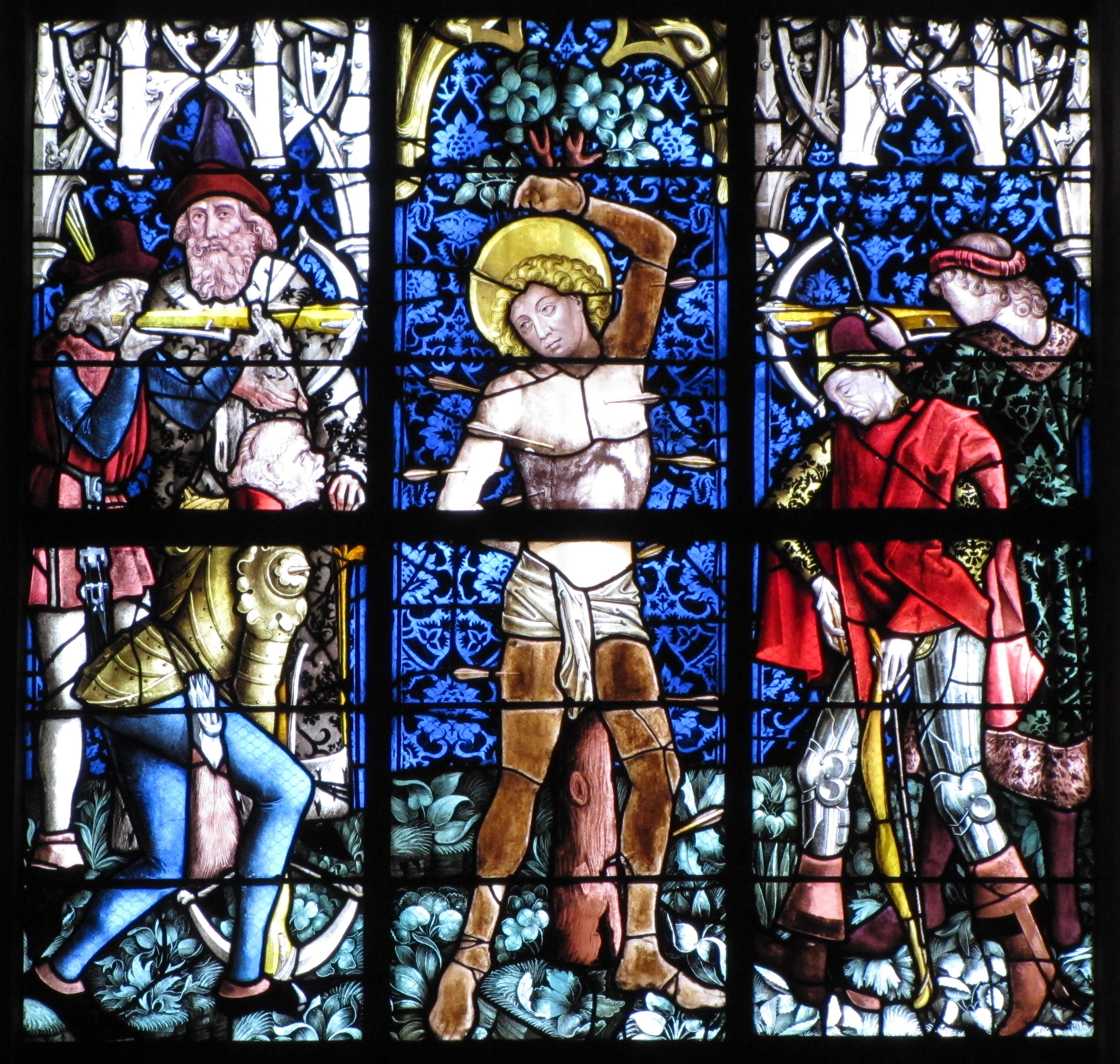
Мученичество Святого Себастьяна. Вольная реставрация XIX века. Церковь святых Петра и Павла, Оберне.
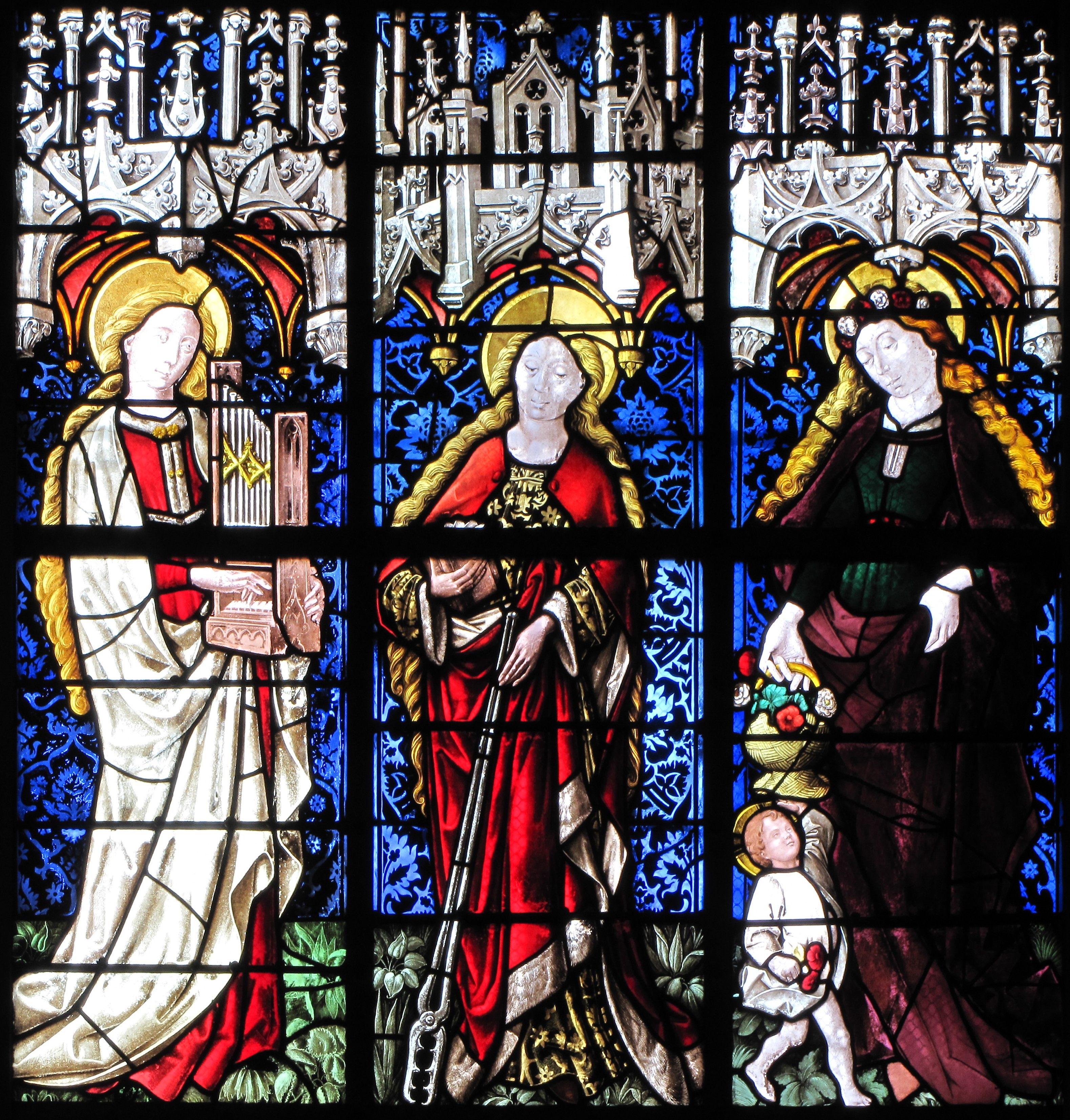
Святые Цецилия, Агата и Доротея. Вольная реставрация XIX века.  Церковь святых Петра и Павла, Оберне.
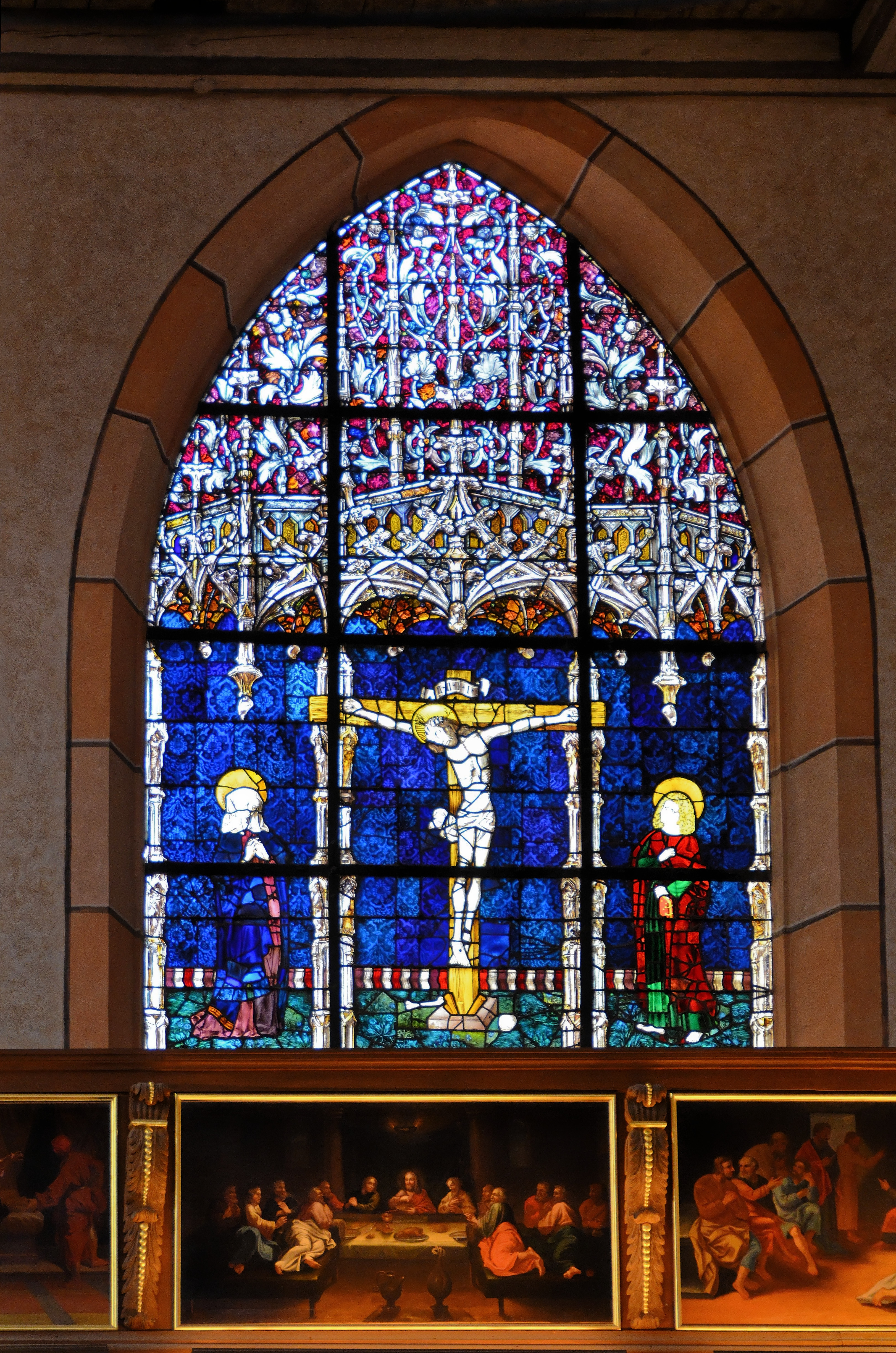
Распятие Христово. Витраж в церкви Сен-Матье, Кольмар, Эльзас.
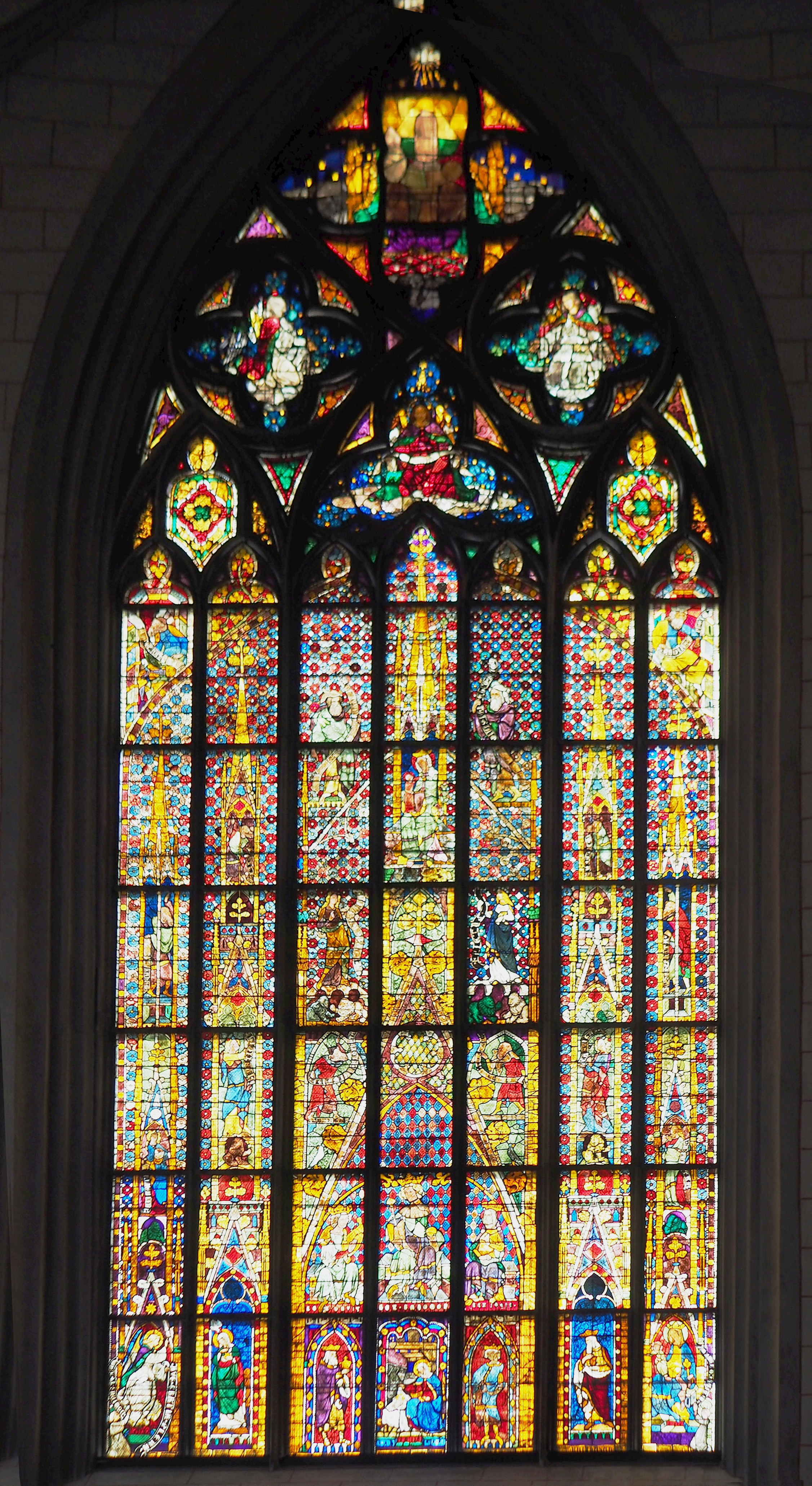
Житие Девы Марии. Витраж Аугсбургского собора.
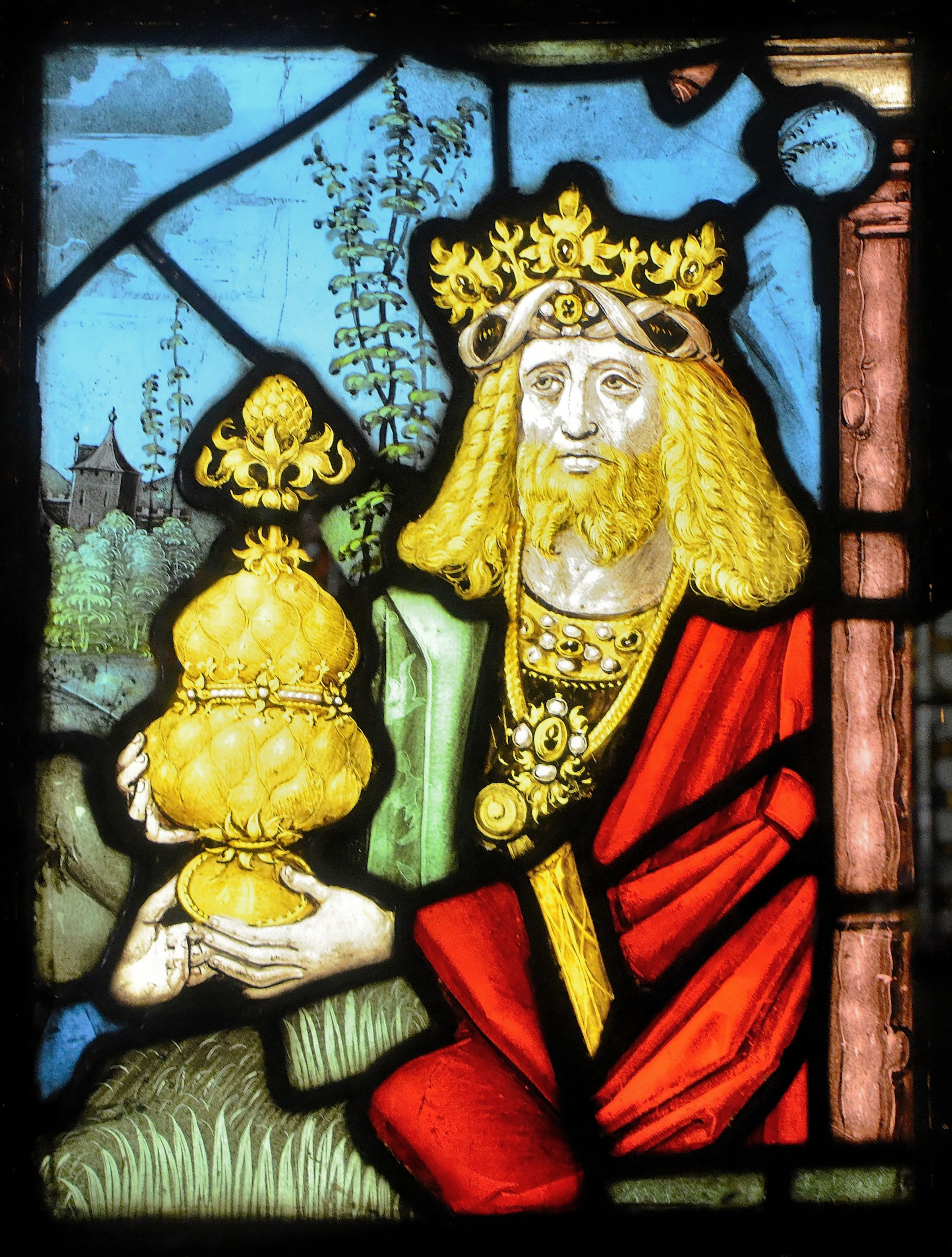
Царь Давид. Музей строительства Страсбургского собора.
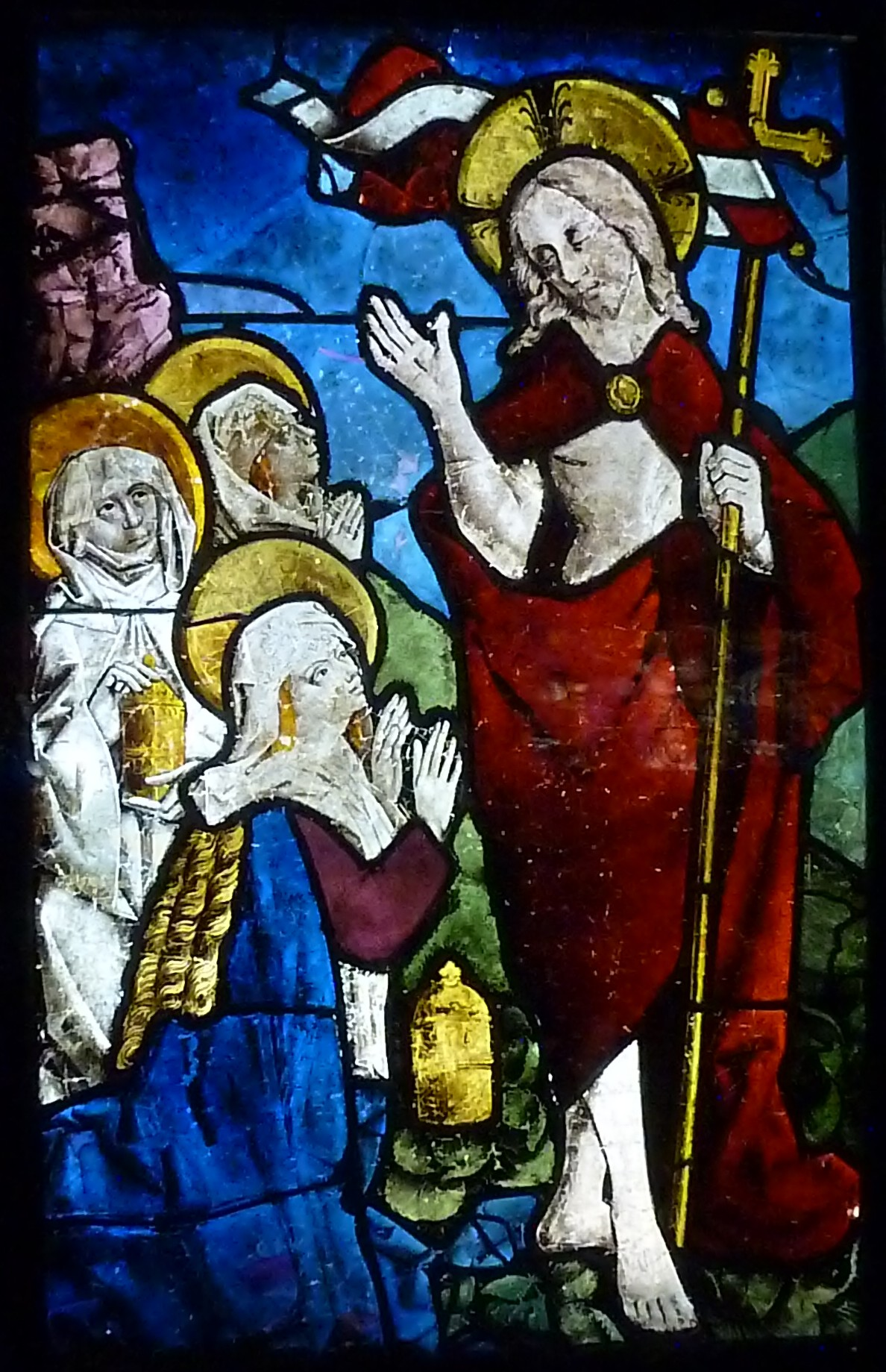
Воскрешение Христово. Музей строительства Страсбургского собора